# Wiktor Nogin

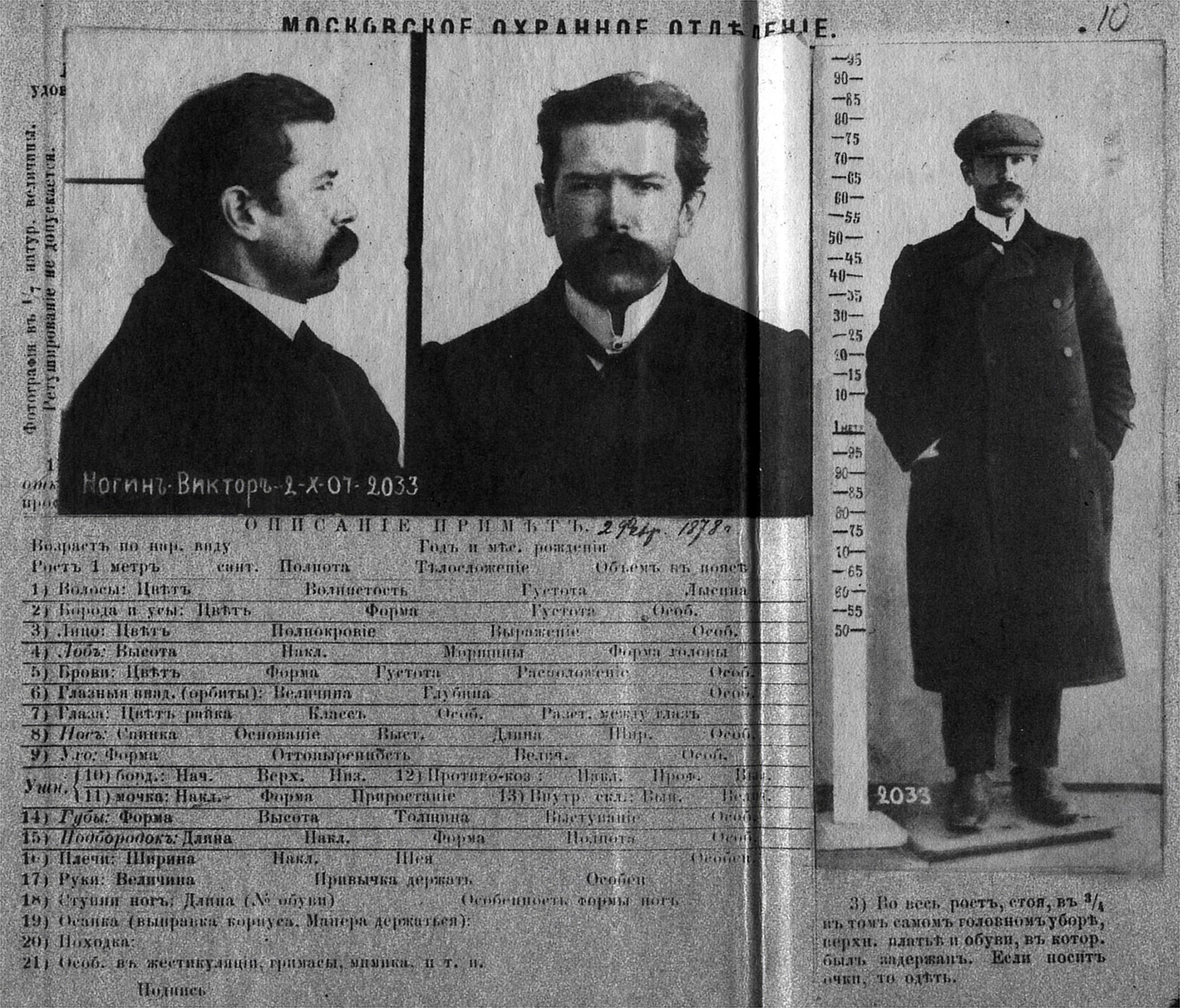
Wiktor Nogin w kartotece Ochrany 1907

Wiktor Pawłowicz Nogin (ros. Ви́ктор Па́влович Ноги́н, ur. 2 lutego?/14 lutego 1878 w Moskwie, zm. 22 maja 1924 tamże) – rosyjski działacz komunistyczny, bolszewik, polityk radziecki, komisarz ludowy handlu i przemysłu Rosyjskiej Republiki Radzieckiej (1917), zastępca ludowego komisarza pracy (1918–1921), członek KC SDPRR (1907–1912) i KC SDPRR(b) (1917).

## Życiorys
W 1892 skończył szkołę w Kalazinie, od 1893 pracował w manufakturze w Bogorodzku (obecnie Nogińsk), od 1896 w Petersburgu, gdzie pracował w fabryce i związał się z kółkami marksistowskimi. W 1898 wstąpił do SDPRR, w tym samym roku został aresztowany i skazany na osiedlenie się w Połtawie, gdzie w 1900 podjął współpracę z gazetą „Iskra”, wkrótce emigrował do W. Brytanii, później przeniósł się do Szwajcarii, gdzie poznał Lenina. Od 1903 związany z frakcją bolszewików, w 1905 wrócił do Rosji, w latach 1905–1907 uczestnik rewolucji w Petersburgu, Moskwie i Baku, od 1 czerwca 1907 do 8 stycznia 1912 członek KC SDPRR. 1911 aresztowany i skazany na zesłanie do Jakucji, od 1915 do kwietnia 1917 członek Rosyjskiego Biura KC SDPRR, od 12 maja do 17 listopada 1917 członek KC SDPRR(b), od 30 września do 27 listopada 1917 przewodniczący Komitetu Wykonawczego Rady Miejskiej Moskwy. Od listopada 1917 członek Moskiewskiego Komitetu Wojskowo-Rewolucyjnego.
Od 9 do 17 listopada 1917 ludowy komisarz handlu i przemysłu Rosyjskiej Republiki Radzieckiej. Zwolennik rządu koalicyjnego wszystkich rosyjskich partii socjalistycznych (bolszewików, mienszewików i eserowców), wobec oporu Lenina wobec tej koncepcji podał się 17 listopada 1917 do dymisji ze składu Rady Komisarzy Ludowych (wraz z Aleksiejem Rykowem, Władimirem Milutinem i Iwanem Teodorowiczem). Później komisarz pracy guberni moskiewskiej. W latach 1918–1921 zastępca ludowego komisarza pracy Rosyjskiej FSRR i członek Prezydium Centralnej Rady Związków Zawodowych, od 5 kwietnia 1920 do 8 marca 1921 zastępca członka KC RKP(b), w 1921 przewodniczący Wszechrosyjskiego Związku Pracowników Spółdzielczych. Od 1921 do śmierci członek Międzynarodowego Biura Czerwonej Międzynarodówki Związków Zawodowych (Profinternu), od 16 marca 1921 do śmierci członek i przewodniczący Centralnej Komisji Rewizyjnej RKP(b), od 1922 do śmierci przewodniczący Zarządu Wszechrosyjskiego Syndykatu Tekstylnego. Pochowany na cmentarzu Przy Murze Kremlowskim.
Na jego cześć 26 stycznia 1930 miasto Bogorodzk przemianowano na Nogińsk. Jego imieniem nazwano wiele ulic, zakładów pracy i obiektów.